# Angelo Bovi
Angelo Bovi (... – Roma, 24 ottobre 1950) è stato un allenatore di pallacanestro italiano.

## Carriera
Ha allenato la Ginnastica Roma dal 1928 al 1935, vincendo quattro scudetti.
Nel 1930, è il commissario tecnico della Nazionale, che guida nell'amichevole contro la Svizzera. Nel 1937 è a capo della selezione universitaria.
Morì a Roma.

## Palmarès
- Campionato italiano: 4

Ginnastica Roma: 1928, 1931, 1933, 1935